# Ascogaster perkinsi
Ascogaster perkinsi är en stekelart som beskrevs av Trevor Huddleston 1984. Ascogaster perkinsi ingår i släktet Ascogaster och familjen bracksteklar. Inga underarter finns listade.